# Украинское (Бахмачский район)
Украи́нское (укр. Українське) – село, расположенное на территории Бахмачского района Черниговской области (Украина).
Население составляет 87 жителей (2006 год). Плотность населения — 152,63 чел/кв.км.
Впервые упоминается в 1933 году.
Село Украинское находится примерно в 11 км к западу от центра города Бахмач. Средняя высота населённого пункта — 145 м над уровнем моря. Село находится в зоне умеренно континентального климата.
Национальный состав представлен преимущественно украинцами, конфессиональный состав — христианами.